# Helictopleurus rubricollis
Helictopleurus rubricollis är en skalbaggsart som beskrevs av Lebis 1960. Helictopleurus rubricollis ingår i släktet Helictopleurus och familjen bladhorningar. Inga underarter finns listade i Catalogue of Life.